# バハイに対する迫害
バハイに対する迫害の項目では、バハイ信教の信者(バハイ)に対する他宗教からの迫害について記述する。歴史的経緯によりバハイに対する迫害はほとんどがイスラム教徒によるものである。

## 歴史的背景
バハイ信教はイスラム教シーア派のセクト指導者であったバーブが自らを救世主・預言者として宣言し創始したバーブ教から発展したものである。バハイ信教はイスラム教から発展した宗教であるが、アブラハムの宗教の枠を超えすべての偉大な世界宗教の開祖を預言者と認めるなど世界の一体化が進む近現代の時代状況を反映した宗教であった。
バハイ信教はムハンマドをもってすべての宗教の預言者の封印とするイスラム教の教条的な解釈からすれば『異端』『悪魔の教え』『邪教』であり、スンナ派、シーア派を問わずイスラム原理主義者からは『カーフィル』『邪教徒』とすさまじい憎悪を浴びせられた。そのためバハイ信教の歴史は当初からイスラム教徒による宗教的迫害が付きまとっていた。

## 迫害の実態

### イラン
イランは憲法でシーア派イスラームを国教としており、シーア派の聖職者による神権政治がしかれている。イスラム共和国ではシーア派の中でも十二イマーム派が宗教的ヒエラルキーの頂点に立ち、次に他のシーア派やスンナ派が位置する。ここまでが完全な市民権を認められた宗教であり、その下にゾロアスター教、キリスト教、ユダヤ教の三宗教が位置する。これら三宗教の信者はかつての『ズィンミー』に相当するとされ、一定の人権を保障されている。しかしバハイ信教には信教の自由は法的に与えられておらず、イスラーム革命の指導者ホメイニーもバハイ信教を邪教と断じ、受け入れられないと発言している。
上記の事情によりイランではバハイは偽装棄教を強いられており、信仰が発覚した場合投獄される。最悪の場合はシャリーアによって定められた『背教罪』により死刑に処され、実際に処刑された例もあるため問題視されている。
バハイの学生は自らの信仰を隠さない限り、大学に入学することはできない。大学の入学試験の際は上記の認可された4宗教の信者であると証明する必要があるからである。そのためバハイ信教の信者は大学教育をあきらめるか、信仰を偽るかを選択させられる。このような状況下でイランのバハイの中には子弟に海外に留学を行わせるなどの手段をとるものもいる。

またバハイ信教の初期指導者たちの墓はイランにあり、バハイの聖地となっているが、それらの施設の破壊なども行われている。
政権系のメディアではバハイ信教の初期指導者たちは『シオニスト』で、バハイ信教は『イスラム教徒を堕落させるために作り上げられた邪教』という宣伝が盛んに行われている。

### エジプト
エジプトでは1925年にバハイ信教はイスラム教から独立した宗教として公認されたが、現在ではイスラム原理主義者の勢力によってコプト教徒に次ぐ攻撃対象とされている。保守的・教条的なイスラム法学者はバハイを『イスラームからの離脱者であり死刑に処すべき』というファトワーを発することもある。

## 国際社会からの批判
欧州連合、国際連合、アムネスティ・インターナショナルなどは盛んにイランやエジプトでのバハイへの迫害を批判する声明を出している。

## 参照
1. ↑  メディアによる攻撃の要約と分析